# Erika Verzutti
Erika Verzutti Fonseca (São Paulo, 23 de maio de 1971) é uma artista plástica brasileira. É graduada em desenho industrial pela Universidade Mackenzie em 1991 e fez pós-graduação em Fine Arts no Goldsmiths College (Londres, Reino Unido, 1999), onde em 2000 também obteve o título de Associate Research Student in Fine Arts. Foi indicada ao Prêmio IP de Arte.

## Principais Exposições
Erika Verzutti começou a expor o seu trabalho em 1995, e desde então participou de diversas exposições individuais e coletivas. Dentre suas individuais figuram uma mostra no MAM - Museu de Arte Moderna da Bahia em Salvador em 2010 e na Misako & Rosen Gallery em Tóquio no mesmo ano. Em mostras coletivas, participou de Law of the Jungle, na Lehmann Maupin Gallery, em Nova Iorque, 2011; When Lives Become Form, no Hiroshima Museum of Contemporary Art, no Japão, com itinerância para o Yerba Buena Center for the Arts em São Francisco, nos EUA e da mostra bienal Paralela, em São Paulo, em 2004 e 2008. A partir de 2002 passou a ser representada pela Galeria Fortes Vilaça, em São Paulo, onde realizou três mostras: “Esculturas”, 2003; “À sombra das Raparigas em Flor”, 2006 e “Pet Cemetery” em 2008. Como curadora realizou a mostra poT, que fez parte da bienal de Liverpool em 2002, sendo em seguida exposta na galeria Fortes Vilaça, em São Paulo no mesmo ano. Além de curar a exposição, que apresentou trabalhos de Sarah Lucas, Tunga e Urs Fischer, entre muitos outros, a artista teve sua obra exposta na mostra. Em 2010 Verzutti convidou sete artistas para colaborar em sua escultura de jardim “Bicho de Sete Cabeças”, um desdobramento de maiores proporções de um trabalho de 2007 da artista. Efrain Almeida, Carlos  Bevilacqua & Ernesto Neto, Alexandre da Cunha, Jac Leirner, Damián  Ortega, Adriana Varejão e Nuno Ramos, além da própria artista, cada um desenvolveu uma cabeça para o monstro, que ficou exposto no jardim do Galpão Fortes Vilaça entre setembro de 2010 e janeiro de 2011.

## bibliografia
MOURA, Rodrigo. Erika Verzutti. Rio de Janeiro: Cobogó, 2007.
HASEGAWA, Yuko; NAMBA, Sachiko; NISHIKAWA, Mihoko; TAKASHIRO, Akio; NAKASHIMA, Mari; WAKABAYSHI, Kei (editores). Neo Tropicália – When Lives Become Form, Contemporary Brazilian Art: 1960s to the Present. Tokyo: Mot – Museum of Contemporary Art, 2008.
MANACORDA, Francesco; YEE, Lydia; GARDNER, Corina (editores). Martian Museum of Terrestrial Art. Encyclopedia of Terrestrial Life. Volume VIII. Barbican Centre. London: Merrell, 2008.